# Облачное Успение (икона Десятинного монастыря)
«Облачное Успение» — русская икона конца XII — начала XIII веков, которая происходит из новгородского Десятинного монастыря. В настоящее время находится в собрании Государственной Третьяковской галереи, куда поступила в 1933 году из Новгородского музея. Была раскрыта в Третьяковской галерее в 1935 году искусствоведом И. И. Сусловым.
Икона имеет хорошую сохранность (имеются незначительные утраты живописи). Написана на липовой доске. Оригинальные набивные шпонки были утрачены и заменены новыми. Боковые поля иконы опилены, а сохранившиеся верхнее и нижнее поля лишены левкаса (вероятно они с момента создания иконы были предназначены для крепления чеканного оклада). Исследователи датируют икону концом XII - началом XIII в.

## Иконография
Успение Богородицы представлено в сложном иконографическом изводе. Его характеризуют изображение в верхней части иконы архангела Михаила, возносящего в рай душу Богоматери, ниже изображено четыре ангела, принимающих душу Богоматери от Иисуса Христа. В верхней части иконы, по сторонам от смертного одра Девы Марии, изображены апостолы, прилетевшие на облаках проститься с Богородицей. Иконографический сюжет с летящими апостолами известен из апокрифических источников и появляется в иконописи с XI века. 
Сцена прощания апостолов с Богородицей представлена в традиционной иконографии. Скорбящие двенадцать апостолов изображены по сторонам от погребального одра в два ряда. Их ноги практически не касаются позема. Перед ложем помещены красные туфли Девы Марии, за ложем помещены две свечи. Академик В. Н. Лазарев отмечает византийское влияние при написании данной иконы: «Самой „греческой“ частью иконы является правая группа, с лицами зрелого „комниновского“ типа, мягче и безличнее трактованы лица левой группы, в которых греческий тип не так явно выражен».